# Kongelige Kammersangere
Kongelige Kammersangere är en titel som tilldelas vissa sångare i Danmark av monarken. Första året som titeln delades ut var 1700, och första icke-dansk var Giuseppe Siboni, som 1819 blev dansk medborgare och regissör vid Det Kongelige Teater.

## Utsedda av Frederik VI
- Cirka 1819 – Giuseppe Siboni (1780-1839)
- Cirka 1821 – Josephine Fröhlich (1803-1878)

## Utsedda av Christian VIII
- 1841 – Ida Henriette da Fonseca (1802-1858)
- 1843 – Catharine Simonsen (född Rysslander, 1816-1849)

## Utsedda av Frederik VII
- 1854 – Jørgen Christian Hansen (1812 - 1880)
- 1858 – Leocadie Gerlach (1827-1919, född Bergnehr)

## Utsedda av Christian IX
- 1864 – Charlotte Bournonville (1832-1911)
- 1866 – Peter Schram (1819-1895)
- 1874 – Niels Juel Simonsen (1846-1906)
- 1879 – Anna Henrietta Levinson (1839-1899)
- 1888 – Elisabeth Dons (1864-1942)
- 1894 – Sophie Keller (född Rung, 1850-1929)
- 1901 – Vilhelm Herold (1865-1937)

## Utsedda av Frederik VIII
- 1906 – Ellen Beck (1873-1953)
- 1906 – Emilie Ulrich (1872-1952)
- 1907 – Peter Cornelius (född Cornelius Petersen, 1865-1934)
- 1907 – Helge Nissen (1871-1926)
- 1907 – Ida Møller (1872–1947)
- 1908 – Johanne Krarup-Hansen (1870-1958)

## Utsedda av Christian X
- 1914 – Tenna Kraft (född Frederiksen, 1885-1954)
- 1915 – Margrethe Lendrop (född Boeck, 1873-1920)
- 1916 – Johanne Brun (född Prieme, 1874-1954)
- 1917 – Albert Høeberg (1879-1949)
- 1918 – Niels Hansen (1880-1969)
- 1919 – Ingeborg Nørregaard Hansen (1874-1941)
- 1922 – Lilly Lamprecht (1886-1976)
- 1930 – Lauritz Melchior (1890-1973)
- 1931 – Ingeborg Steffensen (1888-1964)
- 1931 – Poul Wiedemann (1890-1969)
- 1934 – Holger Byrding (1891-1980)
- 1934 – Holger Bruusgaard (1884-1968)
- 1934 - Else Schøtt (1895-1989)
- 1934 – Per Biørn (1887-1944)
- 1936 – Helge Rosvænge (1897-1972)
- 1939 – Einar Nørby (1896-1983)
- 1941 – Ebba Wilton (1896-1951)
- 1941 – Ely Hjalmar (1892-1952)
- 1946 – Marius Jacobsen (1894-1961)
- 1946 – Thyge Thygesen (1904-1972)
- 1946 – Else Brems (1908-1995)
- 1946 – Edith Oldrup (1912-1999)

## Utsedda av Frederik IX
- 1947 – Henry Skjær (1899-1991)
- 1949 – Stefan Islandi (1907-1993)
- 1949 – Dorothy Larsen (1911-1990)
- 1950 – Erik Sjøberg (1909-1973)
- 1950 – Lilian Weber Hansen (1911-1987)
- 1957 – Ruth Guldbæk (1924-2006)
- 1959 – Otte Svendsen (1918-2008)

## Utsedda av Margrethe II
- 1974 – Ib Hansen (född 1928)
- 1985 – Aage Haugland (1944-2000)
- 1998 – Inga Nielsen (1946-2008)
- 2006 – Stig Fogh Andersen (född 1950)
- 2010 - Tina Kiberg (född 1958)